# Ourisia muscosa
Ourisia muscosa är en grobladsväxtart som beskrevs av George Bentham. Ourisia muscosa ingår i släktet Ourisia och familjen grobladsväxter. Inga underarter finns listade i Catalogue of Life.